# أدريان كرويشانك
أدريان كرويشانك (بالإنجليزية: Adrian Cruickshank)‏ هو دبلوماسي أسترالي، ولد في 16 ديسمبر 1936 في هوبارت في أستراليا، وتوفي في 21 مايو 2010 في سيدني في أستراليا.